# Alberico I de Narbona
Alberico I (em latim: Albericus) foi o segundo visconde conhecido do Viscondado de Narbona. Aparece depois de Leudovino. Foi atestado entre 885-886, quando uma sentença de excomunhão contra o bispo de Nimes foi notificada pelo papa Estêvão V ao arcebispo de Narbona Teodardo, ao conde Ricardo (na verdade, Bernardo Plantapilosa) e Alberico. O visconde subsequente sobre o qual há registro é Maiol I. A Grande Enciclopédia Catalã assume que, na verdade, o sucessor de Leudovino foi Maiol, com Alberico governando na sequência. Nesta reconstituição, só houve um Alberico, mas em outras é assumido que existiu um homônimo.